# マハカリ県
座標: 北緯29度30分 東経80度30分 / 北緯29.500度 東経80.500度

マハカリ県の位置

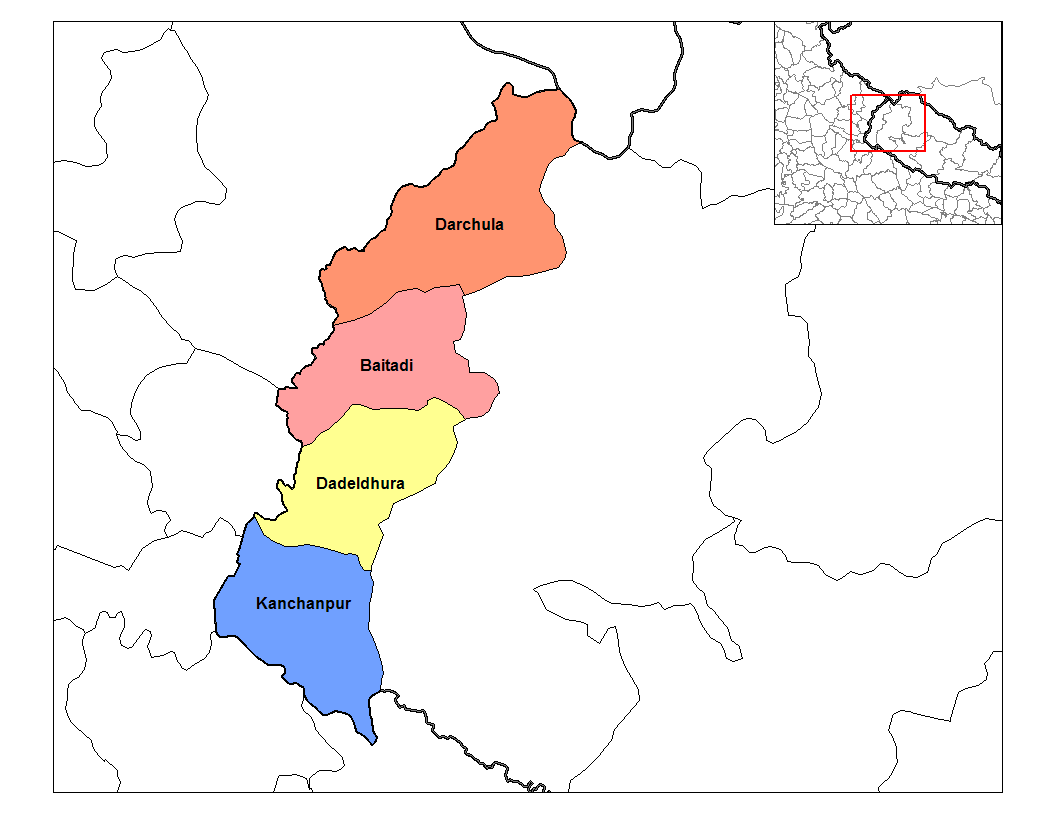
県内の4郡
■ダルチュラ郡、■バイタディ郡、■ダンデルドゥラ郡、■カンチャンプル郡

マハカリ県（ネパール語: महाकाली）とは、ネパール極西部開発区域に属する県である。県都はマヘンドラナガルで、4郡からなる。また、クマーオニー語も話される地域であり、スクラ・ファンタ野生保護区が設置されている。

## 郡
| 郡               | 郡庁所在地       |
| ---------------- | ---------------- |
| バイタディ郡     | バイタリ         |
| ダンデルドゥラ郡 | ダンデルドゥラ   |
| ダルチュラ郡     | ダルチュラ       |
| カンチャンプル郡 | マヘンドラナガル |